# زمین‌لرزه ۱۹۳۰ آرژانتین
زمین‌لرزه آرژانتین  در تاریخ ۲۴ دسامبر ۱۹۳۰ میلادی، برابر با ‎۳ دی ۱۳۰۹، ساعت ۶:۰۲:۵۰ به زمان یوتی‌سی در آرژانتین رخ داد. ژرفای این زلزله ۳۰ کیلومتر بود. بزرگی آن ۶ در مقیاس ریشتر اعلام شده‌است. زمین‌لرزه به وقت محلی در روز چهارشنبه، ساعت ۳ روی داده و منطقه زمانی آن یوتی‌سی -۳ بوده‌است (با لحاظ تغییر ساعت تابستانی).
سازمان زمین‌شناسی آمریکا نیز جای این زمین‌لرزه را در مختصات ۲۴°۴۲′جنوبی ۶۶°۱۸′غربی / ۲۴٫۷°جنوبی ۶۶٫۳°غربی و بزرگی آنرا برابر با ۶ در مقیاس ریشتر اعلام کرده‌است. ژرفای گزارش شده از سوی این سازمان ۳۰ کیلومتر می‌باشد.
شمار کشتگان زلزله حدود ۳۶ نفر بوده‌است.